# 周章 (東漢)
周章（?—107年），字次叔，荊州隨縣人。東漢大臣。

## 生平
原為南陽郡功曹，後舉孝廉，延平元年（106年）任光祿勳、太常，官至司空。周章跟随南阳太守巡行到冠军时，太守想去谒见大將軍窦宪，周章表示反对，认为窦宪“椒房之亲，势倾王室，而退就藩国，祸福难量”，請太守不可“越仪私交”。後窦宪被誅，周章因此受到太守的器重。
和帝死后，邓太后立殇帝，殇帝夭折，又立安帝，而周章却想立平原王劉勝。密謀閉宮門，誅鄧騭兄弟及鄭眾、蔡倫，廢太后，事洩，周章自杀。死后“家无余财。诸子易衣而出，并日而食”。

## 延伸阅读
[在维基数据编辑]
 《後漢書·卷33》，出自范晔《後漢書》